# Liêu trai diễm đàm
Liêu trai diễm đàm (tiếng Trung: 聊齋艷譚 [Liu:jai.yim:taam], tiếng Anh: Erotic ghost story) là một bộ phim gợi tình do Lam Nãi Tài đạo diễn, xuất phẩm ngày 19 tháng 05 năm 1990 tại Hương Cảng.

## Lịch sử
Truyện phim phỏng theo một số huyền tích ngũ thông thần trong tín ngưỡng dân gian Hoa Nam và trứ tác Liêu trai chí dị của tác gia Bồ Tùng Linh.

## Nội dung
Khoảng thời nhà Minh, ngũ thông thần ở Linh Sơn điện bị hao tổn nguyên khí do quá lâu ngày không ai thờ cúng, nên bày mưu hóa thành thư sinh hào hoa phong nhã Ngô Minh để dụ ba chị em bạch hoa ly ở Liên Hoa động những mong hấp thụ linh khí mà trường mạng.
Ban đầu, hai cô em Hoa Hoa và Phi Phi vì tu luyện còn non nớt nên bị Ngô Minh gạ tình, bèn theo y lên sơn phòng cấu hiệp. Bấy giờ Liễu đạo sư bấm độn biết có tà thần hoành hành trong vùng, nên chủ động đi tìm cô cả Tố Tố để khuyên giãi. Song Tố Tố lạnh lùng coi khinh, ỷ thế pháp thuật cao cường nhất trong đám yêu nữ Liên Hoa động.
Chỉ tới khi bọn tiểu yêu trong động dần mất tích, Tố Tố mới sinh nghi, bèn lân la tới thư phòng Ngô Minh tìm hiểu. Ở đấy, Tố Tố dù có bản lĩnh nhất trong mấy chị em cũng bị Ngô Minh quyến rũ, mới nán lại giao cấu với y suốt ba ngày ba đêm.
Vì Tố Tố có pháp lực cao phàm nên khả năng tình dục rất mạnh, nhưng trong lúc đôi bên hành sự, Ngô Minh lộ một phần tà khí khiến Tố Tố mới sinh chợn.
Ít lâu sau, ba chị em bạch hoa ly lén lên sơn phòng điều tra, quả nhiên phát hiện Ngô Minh lộ nguyên hình ngũ thông thần cưỡng dâm bọn thiếu nữ Liên Hoa động.
Đôi bên bèn giao chiến. Nhờ pháp lực của Liễu đạo sư, ngũ thông thần phải hóa thân chạy mất.

## Kĩ thuật
Phim được thực hiện tại phim trường TVB năm 1989.

### Sản xuất
- Phối sáng: Nguyễn Định Bang, Ôn Quốc Cơ
- Mĩ thuật: Lưu Thế Vận, Lục Mĩ Linh
- Hóa trang: Châu Văn Quyên, Cừu Tiểu Mai
- Trang phục: Tiêu Vịnh Nghi
- Dựng ảnh: Karen Sandhu
- Đạo cụ: Lại Bá Thắng
- Hiệu ứng: Trình Tiểu Long
- Hậu kì: Lương Chí Hoa
- Đối thoại: Đinh Vũ

### Diễn xuất
- Đơn Lập Văn... Ngô Minh / Ngũ thông thần
- Văn Tố... Tố Tố lão đại
- Diệp Tử Mi... Hoa Hoa lão nhị
- Công Đằng Đồng... Phi Phi lão tam
- Văn Tuấn... Vương đại phu
- Lâm Thông... Liễu đạo sư
- Hạ Chí Trân... Mụ láng giềng
- Thượng Thôn Khiết Tử... Tiểu yêu nữ
- Tây Qua Bào... Du đãng
- Giang Lãng... Du đãng
- Trần Vĩ Thao... Du đãng
- Toby... Du đãng

## Văn hóa
Bộ phim rõ ràng chịu ảnh hưởng tạo hình của Tây du ký 1986. Tuy thuộc dòng điện ảnh kinh phí thấp (bối cảnh hẹp và nhân sự hạn chế), nhưng ngay khi phát hành, Liêu trai diễm đàm nhận được sự quan tâm sâu sắc của giới điện ảnh và truyền thông đại chúng Hương Cảng. Chỉ sau mấy tuần công chiếu, phim đã thu về 11.288.292 cảng nguyên, nội lĩnh thổ Hương Cảng và chưa tính hải ngoại, cũng là phim màn ảnh đại vĩ tuyến có doanh thu cao nhất Hương Cảng năm 1990.
Để tiết kiệm chi phí, ngay ở khâu tuyển trạch, nhà chế tác đã chọn dàn tài tử từ nghiệp dư tới hạng B, sẵn sàng chịu lương thấp để hoàn thành vai diễn. Tuy nhiên, nhờ xuất phẩm điện ảnh này, bộ ba tài tử vô danh Đơn Lập Văn, Văn Tố, Diệp Tử Mi chiếm được thiện cảm của công chúng và tự bấy gia nhập thế giới giải trí Hương Cảng với vị thế minh tinh. Sau phim này, riêng Đơn Lập Văn và Diệp Tử Mi thường được "đo ni đóng giày" cho những xuất phẩm điện ảnh truyền hình đòi hỏi tình huống khỏa thân và quan hệ tình dục. Phim cũng khởi xướng trào lưu mời diễn viên phim hồng Nhật Bản nghiệp dư sang Hương Cảng tham gia các đề án điện ảnh có yếu tố nghệ thuật khiêu dâm, bởi sự chịu khó trong diễn xuất và sẵn sàng nhận lương thấp của dàn tài tử này.
Mặc dù chỉ dự định chế tác một cuốn phim khai triển phong cách điện ảnh đột phá, nhưng do thành tựu quá lớn của Liêu trai diễm đàm nên hãng Gia Hòa quyết định đầu tư sản xuất trung bình mỗi năm một cuốn Liêu trai diễm đàm, đề án duy trì tới thập niên 2010 vẫn chưa có tín hiệu kết thúc. Cũng nhờ ảnh hưởng của loạt phim, tại Hương Cảng đề xuất hẳn một dòng điện ảnh độc lập và có yếu tố khiêu dâm, gọi là "phim liêu trai".

## Liên kết
1. ↑  Ngai Kai Lam's erotic ghost story

- Thông tin HKmdb
- Thông tin Bách Độ Bách Khoa
- Liêu trai diễm đàm tại Rotten Tomatoes
- HK cinemagic entry Lưu trữ ngày 24 tháng 8 năm 2022 tại Wayback Machine
- lovehkfilm entry
- Erotic Ghost Story - Review Film and DVD by Xavier Desbarats (http://www.devildead.com) (bằng tiếng Pháp)